# Dub Triptych
A Dub Triptych egy dupla lemezes Lee "Scratch" Perry válogatásalbum 2004-ből. Három korábbi lemez felvételeit (Cloak and Dagger, Blackboard Jungle Dub és Revolution Dub) tartalmazza.

## Számok

### CD 1
1. Tommy McCook & The Upsetters – Cloak & Dagger
2. The Upsetters – Sharp Razor
3. Winston Wright & The Upsetters – Hail Stone
4. The Upsetters – Musical Transplant
5. Winston Wright & The Upsetters – Liquid Serenade
6. The Upsetters – Side Gate
7. Tommy McCook & The Upsetters – Iron Claw
8. The Upsetters – Iron Side
9. Tommy McCook & The Upsetters – Rude Walking
10. Tommy McCook & The Upsetters – Bad Walking
11. Lee Perry & The Upsetters – Caveman Skank
12. The Upsetters – Pe-We Special
13. Tommy McCook & The Upsetters – Cloak & Dagger Dub Plate Mix

### CD 2
1. Black Panta
2. Panta Rock
3. Khasha Macka
4. Elephant Rock
5. African Skank
6. Dreamland Skank
7. Jungle Jim
8. Drum Rock
9. Dub Organizer
10. Lovers Skank
11. Moving Skank
12. Apeman Skank
13. Jungle Fever
14. Kaya Skank
15. Revolution Dub
16. Dub Revelutions
17. Womans Dub
18. Kojak
19. Doctor On The Go
20. Bush Weed
21. Dreadlock Talking
22. Own Man
23. Dub The Rhythm
24. Black Hand
25. Rain Drops